# 일반 법학
일반 법학(一般法學)은 역사 법학으로부터 비롯하였고, 개념 법학과 이익 법학에 의해 더욱 진전된 자연법 극복의 기도를 일층 철저하게 하려는 것이다. 일반 법학은 법을 실정법(實定法)에만 한정하고, 법률학의 임무를 실정법의 연구에만 한정하는 철저한 법실증주의의 입장에 서서, 자연법이 들어가기 쉬운 법철학에 갈음하여, 실정법의 각 부문에 공통된 일반적 문제, 예컨대 권리·의무·규범 등에 대해서 논구(論究)할 것을 주장하는 학문이다. 독일의 메르켈(Merkel)과 베르크봄이 그 대표자이다. 
일반 법학은 이러한 일반적 법개념을 단순히 현행법에서 경험적으로 추출하는 소박한 실증주의의 한계 내에 멈추어 있었으므로, 후에 켈젠(Kelsen)의 순수 법학에 의해서 극복되었다.